# Pogrom w Kownie (1926)
Pogrom Polaków w Kownie w 1926 roku – w niedzielę 26 września 1926 roku w kościele świętej Trójcy w Kownie oraz na pobliskim cmentarzu, uzbrojone bojówki litewskie dokonały pogromu na ludności polskiej, podczas którego Litwini pobili pałkami i poranili nożami kilkudziesięciu zebranych Polaków. Około godziny 13 grupa Litwinów zaatakowała zebranych w kościele wiernych zamykając drzwi od wewnątrz. Inna grupa zaatakowała wiernych poza kościołem oraz na pobliskim cmentarzu, gdzie napastnicy strzelali z rewolwerów w powietrze. Źródła relacjonujące te wydarzenia zwracają uwagę, że wydarzenia te miały miejsce przy całkowitej obojętności policji litewskiej. Prasa po zajściach wymieniała liczbę około 50 rannych, a kilku świadków oświadczyło, że widziało w kościele zabite trzy kobiety i dziecko (informacja ta nie została potwierdzona). Zajścia te stały się przyczyną wystosowania przez polskich posłów do litewskiego parlamentu Wiktora Budzyńskiego i Tomasz Giżyńskiego zapytania odnośnie do wyjaśnienia okoliczności tych wydarzeń skierowanego do Ministra Spraw Wewnętrznych Republiki Litewskiej.